# Cissus inundata
Cissus inundata är en vinväxtart som först beskrevs av John Gilbert Baker, och fick sitt nu gällande namn av Jules Émile Planchon. Cissus inundata ingår i släktet Cissus och familjen vinväxter. Inga underarter finns listade i Catalogue of Life.